# Diogenes din Apollonia
Diogenes din Apollonia (gr.: Διογένης Απολλωνιάτης) a fost filosof grec presocratic.
Nu este sigur unde s-a născut. Se presupune că provine din Apollonia în Creta. Diogenes Laertios ne spune că el a trăit în vremea lui Anaxagora. Se pare că a trăit timp îndelungat la Atena; concepțiile sale erau bine cunoscute acolo.
Diogenes din Apollonia considera că principiul lumii este aerul, Zeus însuși fiind aer. A atribuit aerului inteligență și viață. Vederea, auzul, mirosul etc. plăcerea și durerea etc. sunt în funcție de aer (cantitatea și calitatea acestuia) și organele de simț. 
Inteligența ar fi aer uscat și curat, pentru că umiditatea ar împiedica gândirea.
Tratatul lui Diogenes din Apollonia, Peri physeos (Despre natură) conținea cel puțin două cărți. Propoziția de început este citată de Diogenes Laertios:
Afirm că oricine vrea să facă o expunere trebuie să își stabilească indiscutabil punctul de pornire (sau principiul prim, arche), și să explice simplu și demn.
Diogenes, cu credința sa în aer ca formă principală a materiei, a încercat să explice o mare parte prin analogie cu respirația. Chiar și substanțele inanimate, ca metalele, inspiră sau expiră, nu aer atmosferic ci umezeală sau umiditate, astfel încât expirația este un soi de transpirație. Percepțiile diferă în funcție de constituția, și în special de temperatura aerului din fiecare individ. Dacă aerul părăsește cu totul sângele, se produce moartea.
În Norii lui Aristofan, Socrate se roagă "Domnului și Stăpânului, nemăsuratului Aer, care ține pământul în înalturi".
În dialogul platonic Phaidon, se spune că printre teoriile pe care Socrate le-a studiat în tinerețe ar fi fost una care susține că noi gândim prin mijlocirea aerului.